# Клаус Ман
Клаус Ман (на немски: Klaus Mann), с рождено име Klaus Heinrich Thomas Mann, е германски писател и публицист, автор на романи, разкази, пиеси, критика и есета.

## Биография
Клаус Ман е роден в Мюнхен като първи син на носителя на Нобелова награда за литература Томас Ман и на съпругата му Катя Ман. Брат е на историка и писател Голо Ман.
През 1924 г. Клаус Ман започва да пише кратки разкази, а през следващата година става театрален критик за берлински вестник. Първите му литературни произведения са публикувани през 1925 г. Тогава излиза романът му „Благочестивият танц. Приключенията на една младост“ („Der fromme Tanz. Das Abenteuerbuch einer Jugend“).
Ранният живот на Клаус Ман е доста объркан. Неговата хомосексуалност често го превръща в жертва на предразсъдъци и той има трудни отношения с баща си. След кратък престой в различни училища Клаус пътува с една година по-възрастната си сестра Ерика Ман по света. През 1927 г. пребивава в САЩ и описва впечатленията си в есета, публикувани като общ пътепис през 1929 г.
През 1924 г. Клаус се сгодява за приятелката си от детството Памела Ведекинд, най-голямата дъщеря на драматурга Франк Ведекинд, която също е приятелка със сестра му Ерика. Годежът е разтрогнат в началото на 1928 г.
През 1929 г. Клаус и Ерика пътуват в Северна Африка. Там се запознават с швейцарската писателка и фотографка Анемари Шварценбах, с която остават близки през следващите няколко години. Заедно с Анемари Клаус прави няколко пътуваниа в чужбина, като последното е за Конгреса на писателите в Москва през 1934 г.
През 1932 г. Клаус пише първата част от автобиографията си „Дете на тази епоха“ („Kind dieser Zeit“), която е добре приета, докато на власт не идва Хитлер. През 1933 г. Клаус участва с Ерика в политическото кабаре Die Pfeffermühle („Мелничка за пипер“), което привлича вниманието на нацисткия режим. За да избяга от прокуратурата, през март 1933 г. Клаус напусна Германия и заминава за Париж, по-късно отива в Амстердам и Швейцария, където семейството му има дом.
През ноември 1934 г. Клаус Ман е лишен от германско гражданство и става гражданин на Чехословакия. През 1936 г. се премества в Съединените щати и живее в Принстън, Ню Джърси и Ню Йорк. През лятото на 1937 г. се среща с интимния си партньор Томас Куин Къртис, който по-късно е дългогодишен режисьор на филми и театрални пиеси. През 1943 г. Клаус става гражданин на САЩ.
През Втората световна война Клаус Ман служи като сержант от Пета американска армия в Италия, а през лятото на 1945 г. е пратен от в-к „Stars and Stripes“ като кореспондент от следвоенна Германия.

## Творчество
Най-известният романи на Клаус Ман, „Мефисто“ („Mephisto. Roman einer Karriere“), е създаден през 1936 г. и е публикуван за пръв път в Амстердам. Романът е леко прикрит портрет на бившия му зет, актьора Густаф Грюндгенс. Литературният скандал, който се разразява, донася на Клаус Ман посмъртна слава в Западна Германия, понеже осиновеният син на Грюндгенс издейства съдебна забрана за публикуване на романа след първото му издаване във ФРГ от началото на 60-те години. След седем години съдебни заседания Върховният съд на Западна Германия го забранявя, въпреки че книгата продължава да излиза в Източна Германия и чужбина. През 1981 г. забраната е отменена и романът е публикуван в Западна Германия.
Романът на Клаус Ман Ман „Вулканът“ („Der Vulkan. Roman unter Emigranten“) (1939) е една от най-известните творби на XX век за немските емигранти през Втората световна война.
Клаус Ман умира на 21 май 1949 г. в Кан от свръхдоза наркотици.
Днес е смятан за един от най-важните представители на немскоезичната „литература на изгнанието“ след 1933 г.

### Романи
- Der fromme Tanz. Das Abenteuerbuch einer Jugend, 1925, 2004
- Alexander. Roman der Utopie, 1929, 2006
- Treffpunkt im Unendlichen, 1932, 1998
- Flucht in den Norden, 1934, 2003
- Symphonie Pathétique. Ein Tschaikowsky-Roman, 1935, 1999
- Mephisto. Roman einer Karriere, 1936, 1981, 2007

Мефистофел, изд.: Народна култура, София (1976, 1982), прев. Никола Георгиев
- Der Vulkan. Roman unter Emigranten, 1939, 1999
- The Last Day, Fragment 1949, 2015

### Разкази, статии
- Vor dem Leben, Erzählungen, 1925
- Kindernovelle, Erzählung, 1926
- Rundherum. Ein heiteres Reisebuch (Mit Erika Mann), 1929, 1996
- Abenteuer, Novellen, 1929
- Auf der Suche nach einem Weg, Aufsätze, 1931
- Das Buch von der Riviera (Mit Erika Mann), 1931, 2003
- Die Sammlung. Literarische Monatsschrift (Unter dem Patronat von André Gide, Aldous Huxley, Heinrich Mann herausgegeben von Klaus Mann), September 1933 – August 1935, 1986 Zwei Bände
- Vergittertes Fenster, Novelle (über die letzten Tage von Ludwig II. von Bayern), 19371 1960
- Escape to Life (Mit Erika Mann), 1939, 1991
- The Other Germany (Mit Erika Mann), 1940[5]
- Decision. A Review of Free Culture Ed. by Klaus Mann, Januar 1941 – Februar 1942
- André Gide and the Crisis of Modern Thought, 1943 (dt.: Andre Gide und die Krise des modernen Denkens), 1995
- Heart of Europe. An Anthology of Creative Writing in Europe 1920 – 1940 Ed. by Hermann Kesten and Klaus Mann, 1943
- André Gide: Die Geschichte eines Europäers, 1948
- Die Heimsuchung des europäischen Geistes, Essay, 1948, 1993

### Пиеси
- Anja und Esther, Theaterstück, 1925

Аня и Естер, изд.: Black Flamingo, София (2014), прев. Владко Мурдаров
- Revue zu Vieren, Theaterstück, 1926

Ревю за четирима, изд.: Black Flamingo, София (2014), прев. Владко Мурдаров
- Gegenüber von China, Theaterstück, 1929
- Geschwister, Theaterstück nach Cocteau, 1930
- Athen, Theaterstück, 1932
- Der siebente Engel, Drama, 1946
- Der siebente Engel. Die Theaterstücke Uwe Naumann und Michael Töteberg (Hrsg.), 1989
- Die zerbrochenen Spiegel: Eine Tanzpantomime Nele Lipp/Uwe Naumann (Hrsg.), 2010

### Автобиографии, дневници, писма
- Kind dieser Zeit, Autobiografie, 1932, 2000
- The Turning Point: Thirty-Five Years in this Century, Autobiografie, 1942
- Der Wendepunkt. Ein Lebensbericht, 1952, 2006
- Tagebücher 1931 – 1949 Joachim Heimannsberg (Hrsg.), 1990
- Briefe und Antworten 1922 – 1949 Golo Mann, Martin Gregor-Dellin (Hrsg.), 1991
- Briefwechsel 1933 – 1949 Herbert Schlüter, Klaus Mann, 2010
- Briefe an Klaus Mann. Mit einem Briefentwurf von Klaus Mann Gustav Regler, 2011,
- „Ich glaube, wir verstehn uns“. Klaus Mann und Kurt Hiller – Weggefährten im Exil. Briefwechsel 1933 – 1948 Rüdiger Schütt (Hrsg.), München 2011
- „Lieber und verehrter Onkel Heinrich“ Inge Jens und Uwe Naumann (Hrsg.), 2011